# Gussputzen
Als Gussputzen oder kurz Putzen wird in der Gießerei die Nachbearbeitung der Gussstücke bezeichnet, also sämtliche Arbeiten am Werkstück, die nach dem Erstarren und vor dem Versand der Produkte liegen. Dazu zählt insbesondere das Entformen, Abtrennen von Anschnitt und Speisern, das Entsanden (bei Formen aus Sand), Entgraten sowie die Wärmebehandlung. Unterschieden wird zwischen dem Rohputzen, das immer von der Gießerei übernommen wird und dem Feinputzen, das auch verschiedene weitergehende Arbeitsschritte beinhalten kann und jeweils zwischen Gießerei und Kunden abgesprochen wird. Auf die Putzarbeiten entfällt ein großer Teil der Gesamtkosten in der Gießerei, da es sich nur teilweise automatisieren lässt. Eine putzgerechte Konstruktion des Gussstücks ist daher für die Stückkosten entscheidend.

## Entformen
Das Entfernen der Gussstücke aus den Gussformen wird als Entformen bezeichnet. Manche Gussteile kühlen in der Form auf Raumtemperatur ab, was manuelles Entformen erleichtert, andere werden kurz nach dem Erstarren entformt, was Zeit einspart und vor allem beim Gießen mit Kokillen (Dauerformen) angewendet wird, um die Form möglichst bald wieder abgießen zu können. Bei Dauerformen werden Aushebeschrägen, Ausstoßer, Abstreifer, Schieber und Schrägausstoßer in den Formen verbaut, um die Gussteile zu entfernen. Bei verlorenen Formen aus Sand werden diese durch Rütteln oder Schlagen zerstört. Der Sand, oder allgemeiner der Formstoff, kann danach aufbereitet und zu neuen Formen verarbeitet werden.

## Entsanden und Entkernen
Bei Sandformen oder Kernen aus Sand folgt als nächster Schritt das Entsanden. Gröbere Anhaftungen von Sand werden manuell entfernt durch Schlagen oder mittels Presslufthämmern. Das Trennen von Anschnitt und Speisern kann hier gleichzeitig erfolgen. Automatisierte Entsandeinrichtungen sind Trennrinnen, Putztrommeln und Schwingroste. Die Gussteile werden dabei auch gekühlt und teilweise vom Anschnitt und den Speisern getrennt. Putztrommeln arbeiten ähnlich wie Anlagen zum Trommelschleifen. Es gibt auch Sondermaschinen zum Entkernen, die mit Stoßeinwirkung arbeiten.
Für feinere Sandschichten und auch zum Abtrennen von Zunder wird meist das Sandstrahlen genutzt. Als Strahlmittel kommen verschiedene metallische und nichtmetallische Stoffe zum Einsatz; Quarzsand ist wegen Silikosegefahr („Staublunge“) in Deutschland seit 1973 verboten. Genutzt wird stattdessen Hartgusskies, Korund, Stahlguss und Edelstahlstrahlmittel.

## Trennen von Anschnitt und Speiser
Der Anschnitt dient der Zuführung der Schmelze während des Gießvorgangs (Abguss). Speiser dienen dazu, den Volumenverlust auszugleichen, der durch die (Flüssig-)Schwindung entsteht, die die Schmelze durchläuft vom Ende der Formfüllung bis zum Erreichen des Schmelzpunktes. Beide sind nicht Bestandteil des eigentlichen Gussstückes und werden daher abgetrennt und als Kreislaufmaterial neu eingeschmolzen.
Eingesetzt werden zahlreiche verschiedene Verfahren:
- Spanlose Verfahren: Dazu zählt das Abschlagen (stoßartig, bei spröden Werkstoffen wie Gusseisen), Abbrechen (kontinuierlich, bei zähen Werkstoffen), Trommeln, Wälzen und Schneiden
- Spanende Verfahren: Dazu zählt vor allem das Sägen und Trennschleifen.
- Thermisches Trennen: Dazu zählt das Brennschneiden und Plasmaschneiden.
- Sonderverfahren: Laserschneiden, Funkenerosion, Elektrochemisches Abtragen, Wasserstrahlschneiden

| Verfahren                                      | Trennbarer Werkstoff | Maximaler trennbarer Querschnitt [cm²] |
| ---------------------------------------------- | --- | -------------------------------------- |
| Abschlagen mit Handhammer                      | - Gusseisen mit Kugelgrafit (GJS) - Aluminium - Gusseisen mit Lamellengrafit (GJL) - Stahlguss (GS) - Temperguss (GJM) - Kupfer | - 45 - 116 - 70 - 50 - 86              |
| Abschlagen mit Abschlaggerät                   | - Gusseisen mit Kugelgrafit (GJS) - Aluminium - Gusseisen mit Lamellengrafit (GJL) - Stahlguss (GS) - Temperguss (GJM) - Kupfer | - 625 - 4,2                            |
| Abschlagen mit Sprengstoff                     | Kupfer | 2000                                   |
| Kryogenes Abschlagen (Abkühlen und Abschlagen) | Stahlguss | 6,5                                    |

## Ausbessern von Gussfehlern
Beim Gießen kommt es häufig zu Gussfehlern. Sofern diese ausgebessert werden können und die Kosten dafür geringer sind als erneutes Einschmelzen und Abgießen, geschieht dies ebenfalls beim Putzen. Dazu kommen je nach Gussfehler und Werkstoff verschiedene Fertigungsverfahren zum Einsatz. Besondere Bedeutung hat das Löten, Schweißen, Spachteln, Metallspritzen und Imprägnieren.